# Scenopoeetes dentirostris
L'uccello gatto dentato (Scenopoeetes dentirostris (Ramsay, 1876)) è un uccello passeriforme della famiglia Ptilonorhynchidae, nell'ambito della quale rappresenta l'unica specie ascritta al genere Scenopoeetes Coues, 1891.

## Etimologia
Il nome scientifico del genere, Scenopoeetes,  deriva dall'unione delle parole greche σκηνη (skēnē, "tenda") e ποιητης (poiētēs, "fare"), col significato di "costruttore di tende", in virtù alle abitudini riproduttive di questi uccelli: il nome della specie, dentirostris, deriva dal latino e significa "dal becco munito di denti", in riferimento alla morfologia del becco.

## Descrizione

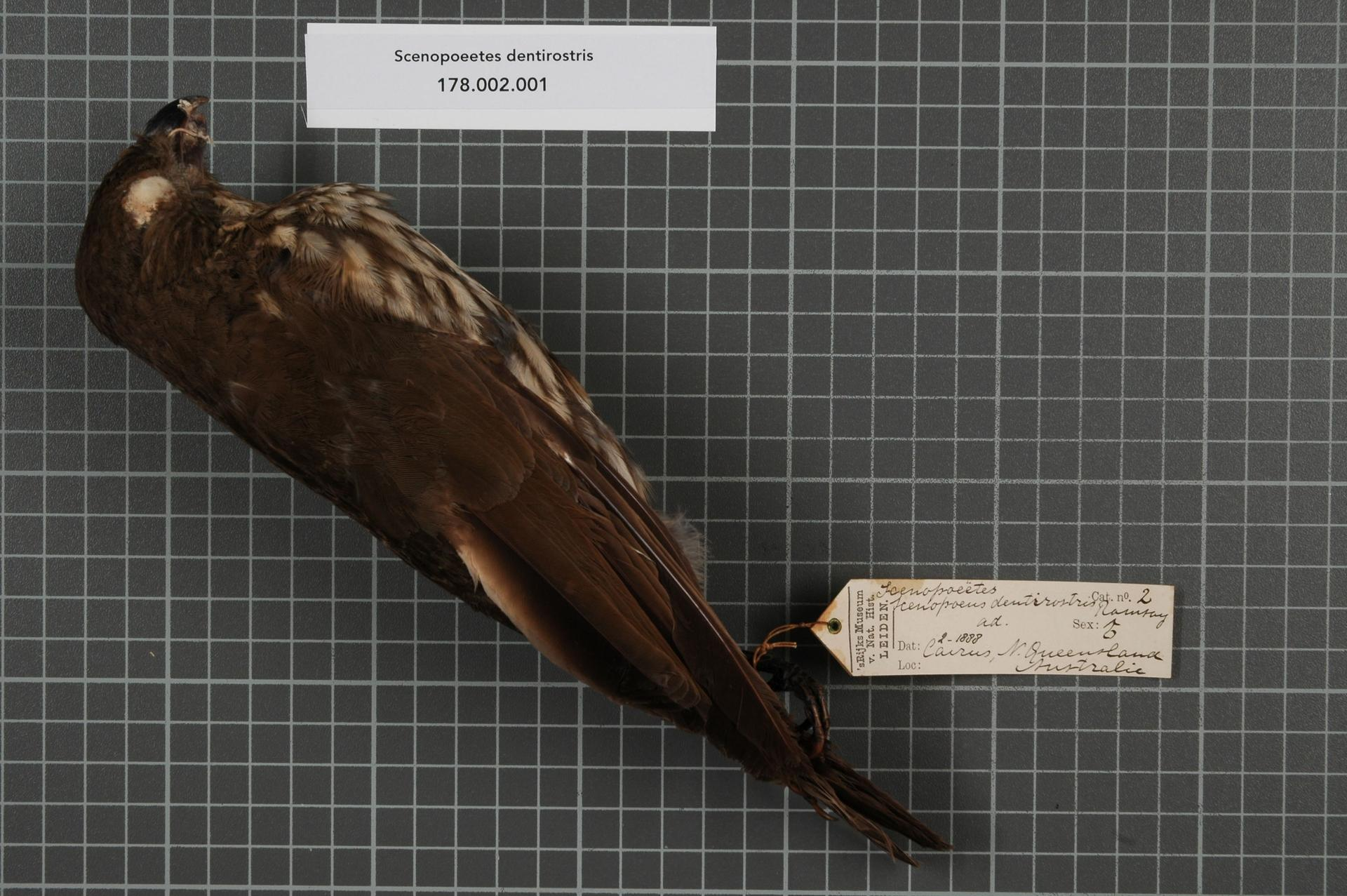
Veduta laterale di esemplare impagliato.

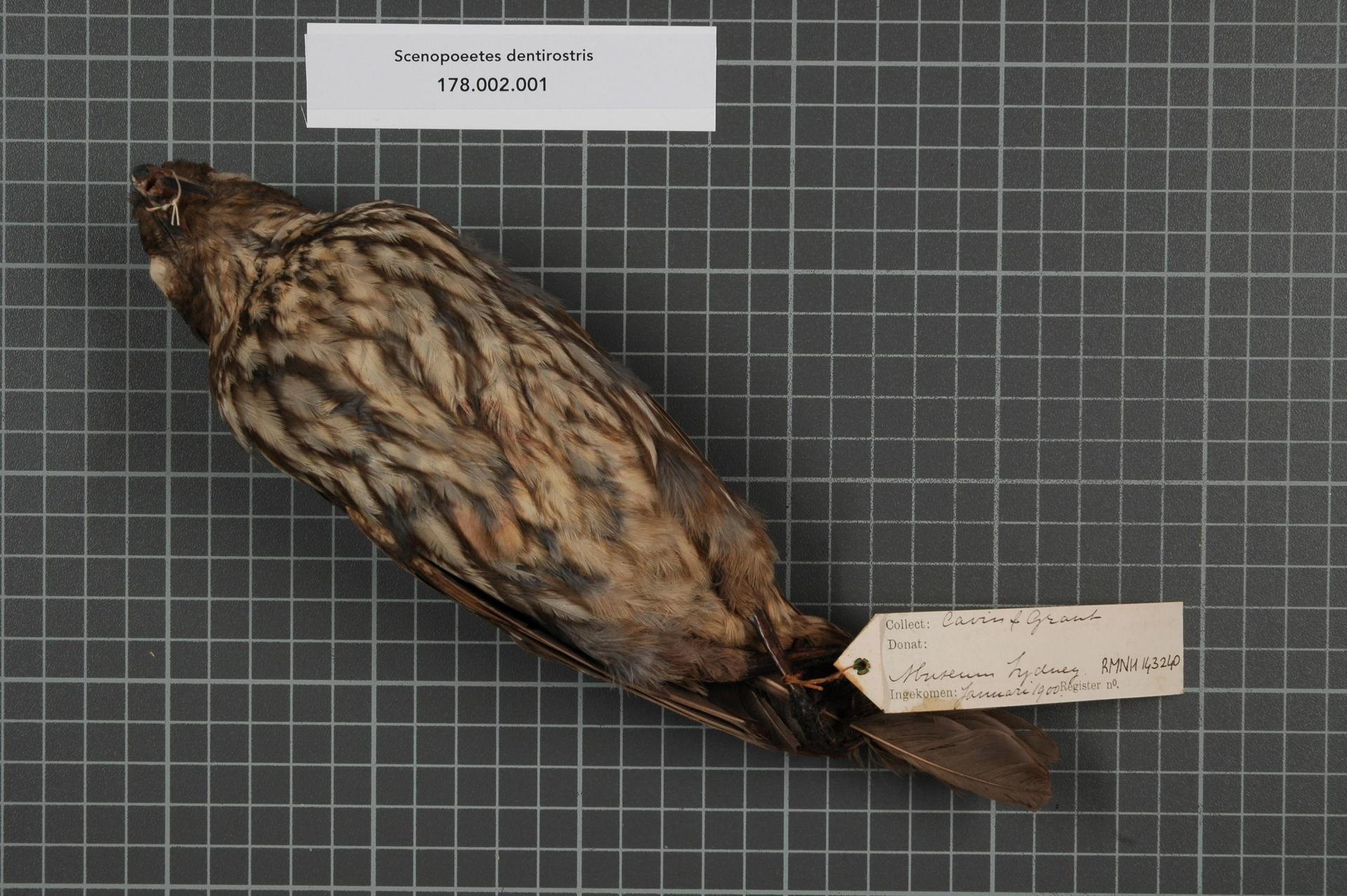
Veduta ventrale di esemplare impagliato.

### Dimensioni
Misura 27 cm di lunghezza, per 132-199 g di peso: a parità d'età, i maschi sono leggermente più grossi e robusti rispetto alle femmine.

### Aspetto
Si tratta di uccelli dall'aspetto massiccio e robusto, muniti di testa piccola e arrotondata con un inconfondibile becco corto, forte e tozzo, di forma conica e munito di protuberanze sui margini (caratteristica questa alla quale la specie deve sia il proprio nome comune che il nome scientifico): le zampe sono allungate e robuste, le ali lunghe e digitate e la coda piuttosto lunga, sottile e di forma rettangolare.
Il piumaggio è piuttosto mimetico, presentandosi di colore bruno piuttosto uniforme su testa, dorso, ali e coda, più scuro su queste ultime due parti (in particolare le ali presentano remiganti primarie scure e remiganti secondarie dal colore bruno più caldo): gola, petto e ventre sono di colore bianco, con le singole penne dalla punta di colore bruno scuro, a dare alla zona un aspetto screziato. Il sottocoda è invece completamente bianco.
A dispetto della colorazione piuttosto sobria, il dimorfismo sessuale è presente anche se non estremo, con le femmine dalla colorazione dorsale più chiara e con sfumature di colore grigio-nocciola.
Il becco e le zampe sono di colore grigio scuro, mentre gli occhi sono di colore bruno-rossiccio.

## Biologia

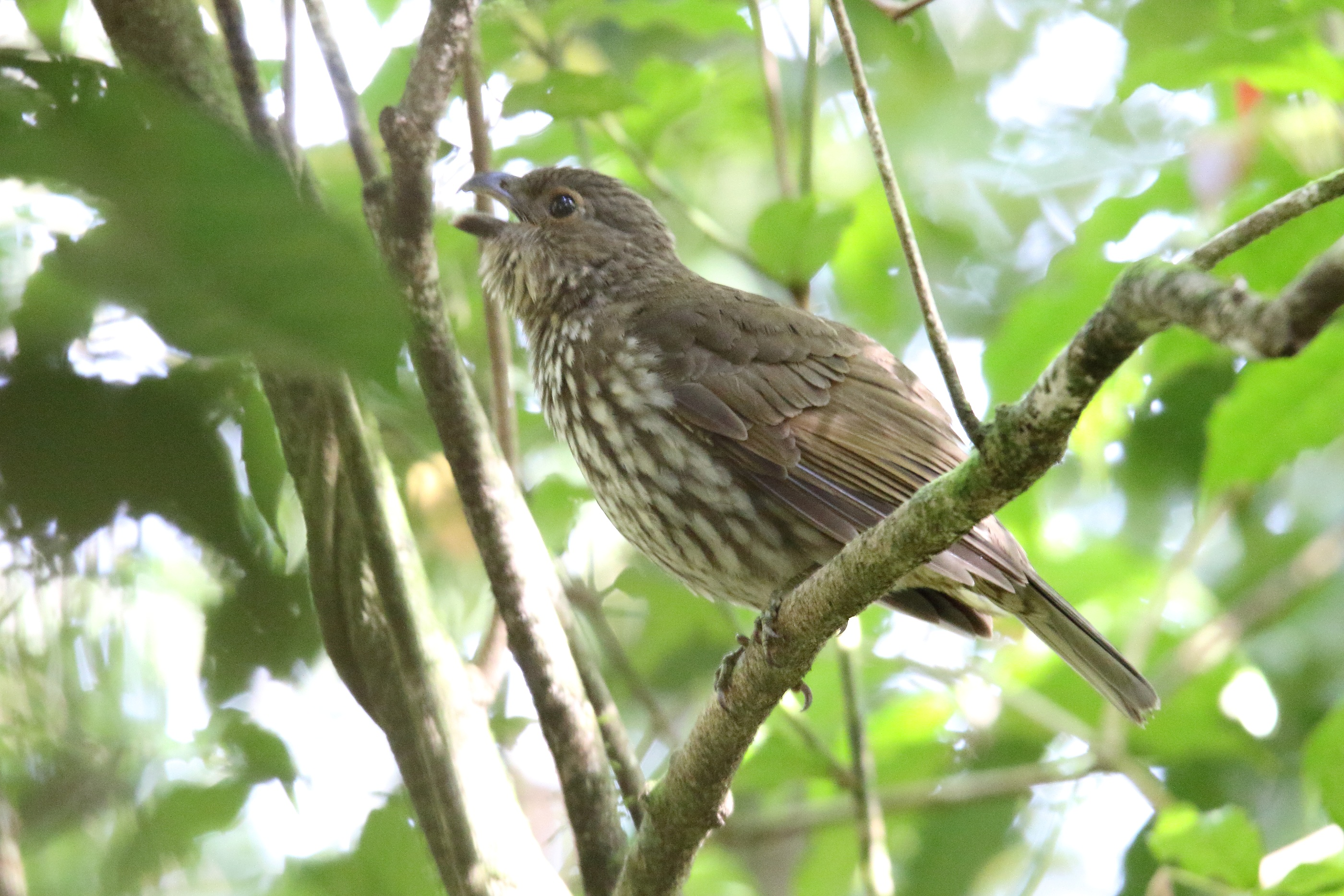
Esemplare vocalizza in natura.

L'uccello gatto dentato è un animale solitario, che occupa un proprio territorio che provvede a difendere da eventuali intrusi, in particolar modo durante la stagione degli amori: questi uccelli passano la maggior parte della giornata alla ricerca di cibo fra gli alberi, approfittando di questi movimenti per tenere d'occhio i dintorni e dissuadere sonoramente eventuali intrusi conspecifici.
I richiami di questi uccelli sono piuttosto caratteristici, essendo costituiti da una sequenza di versi che ricorda inizialmente i gorgheggi dei fringillidi, seguita da gracchi acuti simili a quelli di alcuni parrochetti o delle ghiandaie: a questi, si sommano acuti squittii che i maschi emettono per delimitare il territorio.

### Alimentazione
All'infuori della stagione riproduttiva (quando la dieta diviene virtualmente onnivora, comprendendo anche fiori, frutta, bacche, germogli ed artropodi), l'uccello gatto dentato presenta un'inusuale dieta quasi esclusivamente folivora, risultando molto efficiente nello staccare le foglie giovani dagli steli e dai rami degli alberi grazie alla peculiare conformazione del becco.
Il cibo viene reperito principalmente nella canopia: durante la stagione degli amori, tuttavia, gli uccelli gatto dentati non esitano a cercare di che vivere anche al suolo o fra i cespugli.

### Riproduzione
La stagione riproduttiva va da settembre a gennaio, entrando nel vivo in novembre-dicembre: si tratta di uccelli poligini, in cui i maschi cercano di accoppiarsi col maggior numero di femmine possibili, disinteressandosi poi completamente del loro destino dopo l'accoppiamento.

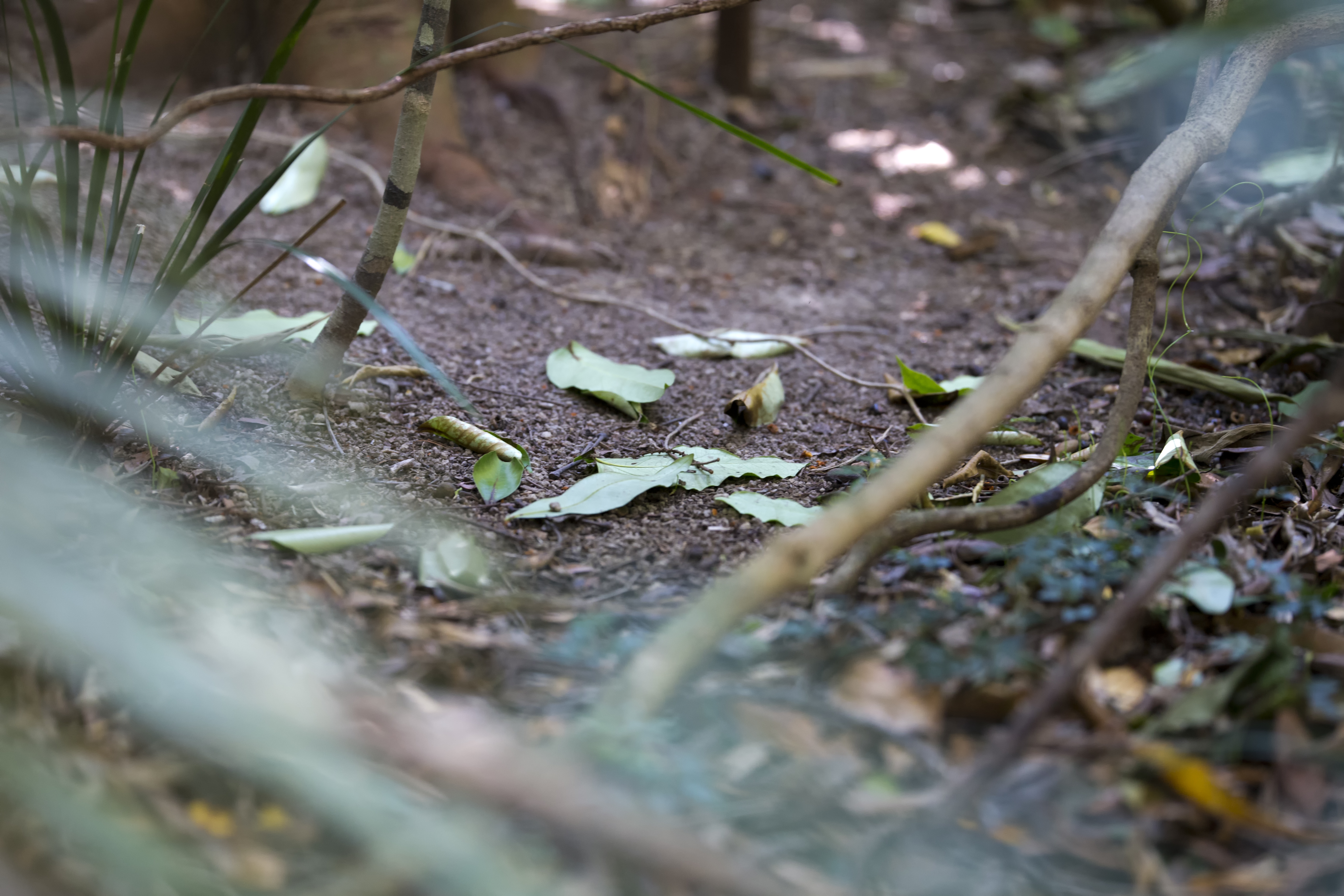
Dettaglio di arena nuziale.

Durante la stagione degli amori, ciascun maschio delimita accuratamente un'arena nuziale al suolo, ripulendola dai detriti e disponendo al suolo delle foglie personalmente raccolte e disposte con la superficie inferiore rivolta verso l'alto, avendo cura di sostituirle spesso per averle sempre fresche.

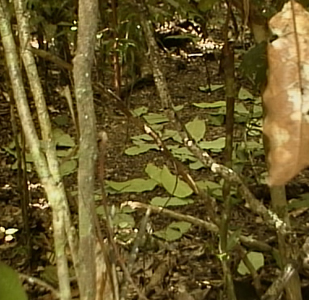
Arena in natura.

Dopo aver costruito l'arena dove si esibirà, il maschio si appollaia su di un posatoio riparato nelle vicinanze, cercando di richiamare le femmine mediante alti richiami che prevedono anche l'imitazione di suoni uditi nell'ambiente circostante: all'apparire della femmina, il maschio si palesa cominciando il corteggiamento vero e proprio, vocalizzando a becco spiegato (mettendo in evidenza la colorazione accesa delle mucose boccali) e tenendo le penne della gola arruffate, con ali svolazzanti e coda alzata e abbassata, in una posa vagamente simile a quella del maschio di gallo cedrone (ma presentando maggiori affinità come svolgimento complessivo della parata agli affini ambliorniti o alla non strettamente imparentata vedova di Jackson). Durante l'esibizione, il maschio si avvicina sempre più alla femmina, montandola qualora non si allontani (ma spesso inseguendola e costringendola all'accoppiamento).
Dopo l'accoppiamento, il maschio ritorna ad esibirsi: la femmina si occupa da sola della costruzione del nido (una struttura a coppa piuttosto massiccia costruita intrecciando fibre vegetali sulla cima di una pianta), della cova delle 1-3 uova di colore bianco-crema (che dura una ventina di giorni) e dell'allevamento dei nidiacei, i quali s'involano attorno alle tre settimane di vita ma rimangono con la madre ancora per un certo periodo, prima di affrancarsene in maniera completa.

## Distribuzione e habitat
L'uccello gatto dentato è endemico dell'Australia nord-orientale, della quale popolano la fascia costiera del Queensland nord-orientale, compresa grossomodo fra l'Altopiano Atherton e l'entroterra della città di Townsville.
L'habitat di questi uccelli è rappresentato dalla foresta pluviale montana fra i 600 ed i 900 m di quota, con esemplari isolati che si spingono fino a 1600 m d'altezza: le popolazioni d'alta quota (in particolar modo i giovani, che presentano maggior potenziale di dispersione) tendono a scendere a valle durante i mesi freddi, mentre le altre sono residenti.

## Tassonomia
In passato, l'uccello gatto dentato veniva ascritto al genere Ailuroedus, ma le differenze morfologiche e comportamentali fra questi uccelli hanno portato gli studiosi a ritenerne corretta la separazione ed il piazzamento in un proprio genere monotipico.
Sebbene ne venga da alcuni riconosciuta una sottospecie minor del nord dell'areale, la specie viene ritenuta monotipica.